# Alberton (Montana)
Alberton es un pueblo ubicado en el condado de Mineral en el estado estadounidense de Montana. En el Censo de 2010 tenía una población de 420 habitantes y una densidad poblacional de 271,18 personas por km².

## Geografía
Alberton se encuentra ubicado en las coordenadas 47°0′16″N 114°29′7″O / 47.00444, -114.48528. Según la Oficina del Censo de los Estados Unidos, Alberton tiene una superficie total de 1.55 km², de la cual 1.48 km² corresponden a tierra firme y (4.35%) 0.07 km² es agua.

## Demografía
Según el censo de 2010, había 420 personas residiendo en Alberton. La densidad de población era de 271,18 hab./km². De los 420 habitantes, Alberton estaba compuesto por el 95.95% blancos, el 0.95% eran afroamericanos, el 0.71% eran amerindios, el 0% eran asiáticos, el 0% eran isleños del Pacífico, el 0.24% eran de otras razas y el 2.14% pertenecían a dos o más razas. Del total de la población el 1.9% eran hispanos o latinos de cualquier raza.